# Zdenko Roter
Zdenko Roter, slovenski sociolog, * 12. avgust 1926, Ljubljana, † 1. avgust 2025.
Ko še ni bil star 16 let, je leta 1942 odšel v partizane. Pred tem je deloval kot skojevec v različnih akcijah Osvobodilne fronte. Po vojni je maturiral in se zaposlil v Upravi državne varnosti, kjer je ostal zaposlen do 1960, ko je v Parizu končal državno šolo za administracijo. Leta 1947 star 20 let je bil v ekipi zasliševalcev v Nagodetovem procesu. Leta 1948 prevzel je vlogo v Upravi za državno varnost (UDV), kjer je bil zadolžen za referat za kler. Njegova naloga je bila nadzorovanje in obvladovanje Katoliške cerkve. 
V starosti 25 let je sodeloval pri raziskovanju zažiga škofa Antona Vovka 20. januarja 1952 na železniški postaji v Novem mestu, le-tega je zasliševal v bolnišnici in namigoval na krivdo spremljevalca Čampe, kar zgodovinarji vidijo kot del pritiska Udbe na Cerkev. Roter naj bi vedel za storilca zažiga, Jakiča iz Škofje Loke, a je to informacijo prikrival.
1958 je postal načelnik UDBE za Ljubljano. Po diplomi na novoustavovljeni VŠPV (1963) se je zaposlil na tej isti Visoki šoli za politične vede, pozneje preimenovane v FSPN in 1991 v FDV. Na njej je postal po naročilu takratnega partijskega ideologa Staneta Kavčiča predavatelj za sociologijo religije in socialno doktrino katolicizma. Doktoriral je leta 1974 v Sarajevu pri prvem jugoslovanskem doktorju sociologije religije, prof. Esadu Ćimiću z delom o socioloških vidikih razvoja odnosov med katoliško cerkvijo in državo v Jugoslaviji po 1945, ker v Sloveniji zaradi takratnih političnih razmer to ni bilo mogoče in napredoval do rednega profesorja (1980). V mandatu 1981-83 je bil dekan fakultete (že 1968-74 je bil predsednik sveta te šole, večkrat tudi predstojnik sociološke katedre), na kateri je že 1967 ustanovil Center za proučevanje religije in cerkve (v 90. letih preimenovan v Center za proučevanje kulture in religije) in ga do upokojitve tudi vodil ter od samega začetka (1968) sodeloval pri projektu Slovensko javno mnenje (SJM) na fakulteti, pri čemer je analitično spremljal njene rezultate, posebno s področja religije in Cerkve. 
Kot pripadnik liberalnega intelektualnega kroga in svetovalec predsednika republiške vlade Staneta Kavčiča je zagovarjal pluralizem znotraj socialističnega sistema in bil aktiven tudi kot eden glavnih pobudnikov in udeležencev dialoga med marksisti in kristjani v Sloveniji in Jugoslaviji. Sodeloval je v republiški komisiji za odnose z verskimi skupnostmi in odborih za verske skupnosti pri SZDL. V letih 1969 do 1974 je bil poslanec Skupščine SRS in član njene ustavne komisije; bil je med ustanovitelji in odgovorni urednik (1966-73) družboslovne revije Teorija in praksa, član uredništva in kolumnist Naših razgledov oz. Razgledov. Kritična razmišljanja o religijski problematiki, o državni in partijski politiki do Cerkve in vernikov ter o ravnanju Cerkve same je objavljal v slov., jsl. in tujih revijah ter zbornikih.  
Leta 2004 v starosti 78 let je soustanovil politično društvo Forum 21. V svojih obsežnih spominih z naslovom Padle maske je opisal svojo življenjsko pot od partizanskih dni do poosamosvojitvene vloge pri vplivanju na politiko v Sloveniji, zagovarjal je tudi dialog med marksisti in kristjani. Po upokojitvi v začetku 90. let je postal politični svetovalec Milana Kučana in je po lastnih besedah vplival tudi na izbiro kandidata Danila Türka za volitve za predsednika republika 2007. Knjiga je v javnosti dvignila veliko pozornosti zaradi zakulisnih informacij o političnih odločitvah.  
Posnel je tudi 13 ur (skupaj 788 minut) dolgo pričevanje za oddajo Spomini (v štirih delih) na TVS (2020). 
Soproga Zofija Russ Roter je prav tako zaposlena v Udbi, kot tudi brat Rado (Referat za kler), brat Zoro pa je bil zaupnik (konfident) vojaške kontraobveščevalna službe KOS. Bil je stric zdravnice Zore Roter, znane iz afere Baričevič. Pokopan je na pokopališču v Rosalnicah oziroma "Tri fare" v občini Metlika. 

## Odlikovanja in priznanja
Zaslužni profesor Univerze v Ljubljani, 1991
Častni član Slovenskega sociološkega društva
Leta 2002 je prejel zlati častni znak svobode Republike Slovenije »za požrtvovalno delo v dobro slovenske države«.